# خانة الصداقة

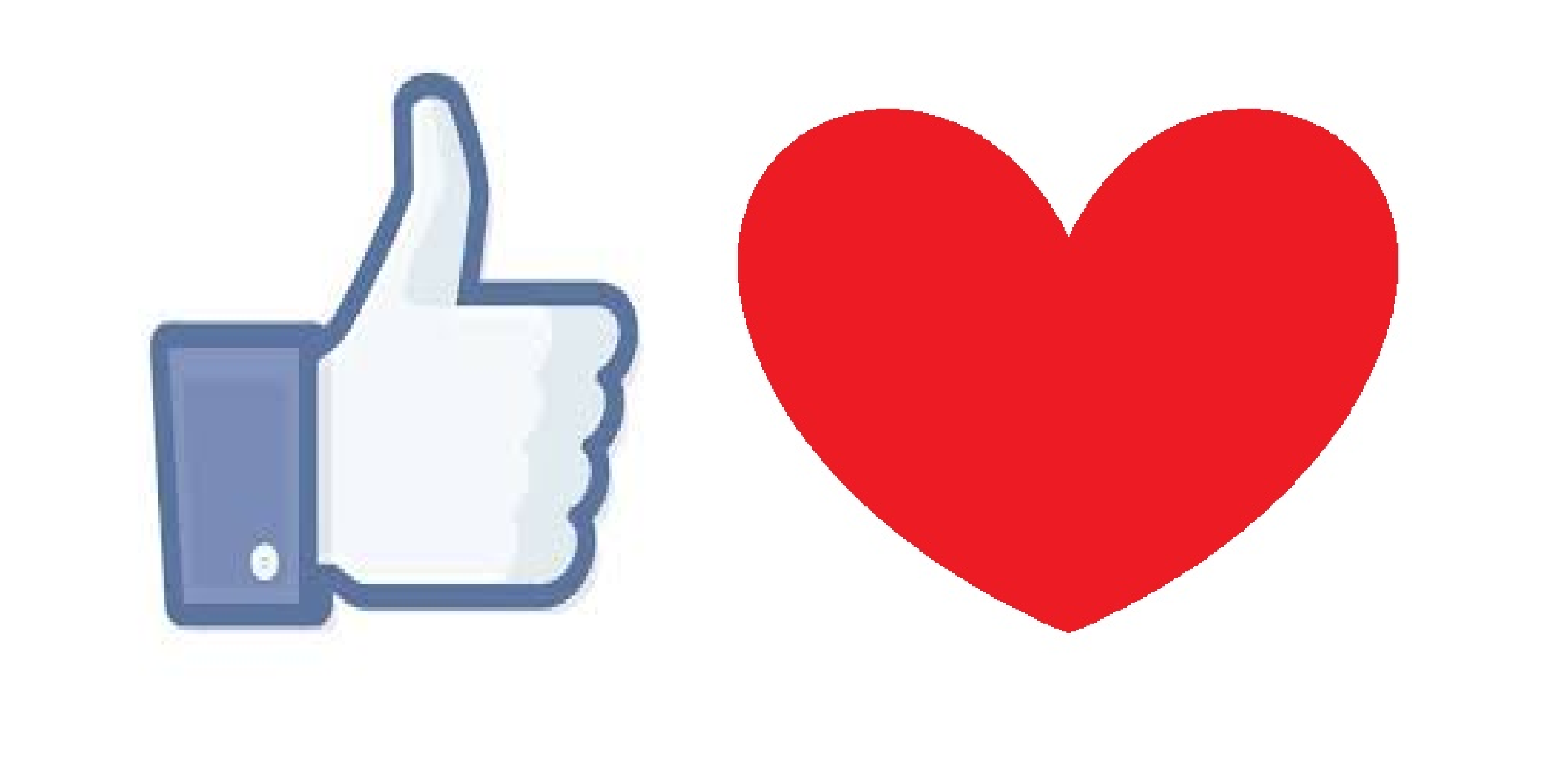

خانة الصداقة (بالإنجليزية: Friend zone)‏، هو مصطلح يشير إلى الحالة التي يكون فيها أحد أطراف الصداقة يتمنى أن يدخل في علاقة رومنسية مع الآخر، بينما الطرف الآخر لا يريد ذلك. وتعبّر في الغالب حالة عدم الرغبة أو الخوف عن طريق رفض الأخر.